# Bouyablane
Bouyablane (franska: Bouyablane (CR), Bouyablane (Commune Rurale), arabiska: بني أحمد  الغربية) är en kommun i Marocko.   Den ligger i provinsen Taza och regionen Fès-Meknès, i den nordöstra delen av landet, 260 km öster om huvudstaden Rabat. Antalet invånare är 3 534.